# Світ такий…
«Світ такий...» — перший альбом гурту «Фліт», випущений у 2004 році.

## Список пісень
Вся музика Володимира Новікова.
Слова пісень написані Володимиром Новіковим (1-15), Віталієм Бєляковим (2,8-11), Олегом Новаком (14).
1. «Може ти знайдеш…» — 01:16
2. «Вийди, моя люба» — 02:34
3. «Навкруги дисгармонія» — 02:41
4. «Ягідка» — 01:14
5. «Час творити справи праведні» — 02:40
6. «Лісні санітари» — 03:38
7. «Спаплюжений» — 03:12
8. «Диво-гриб» — 02:49
9. «Така мала» — 03:30
10. «Я вживаю» — 02:53
11. «Ореста вбили» — 04:24
12. «О. Л.» — 02:36
13. «Світ такий» — 01:52
14. «Такий самий» — 03:10
15. «Їжачок» — 03:50

## Учасники запису
- Володимир Новіков — вокал (1-10, 12-15), бек-вокал (11), гітара
- Андрій Марків — гітара
- Михайло Копієвський — бас
- Ігор Озарко — ударні

- Бєляков Віталій: бек-вокал (1-10,12-15); вокал (11)
- Роман Калин: бек-вокал (12,13,15);
- Роман Костюк: бек-вокал (7,15), гітара (часткове аранжування)

- Саунд продюсер: Роман Калин
- Майстерінг: Роман Калин, Костюк Роман
- Запис: Роман Калин, Костюк Роман студія «РОМА»(м. Івано-Франківськ)
- Дизайн обкладинки: Зень Ярослав, Харандюк Ярослав